# Calceolaria utricularioides
Calceolaria utricularioides là một loài thực vật có hoa trong họ Calceolariaceae. Loài này được Hook. ex Benth. mô tả khoa học đầu tiên năm 1846.